# 李成伟
李成伟（1930年4月4日—2015年8月7日），男，原籍福建泉州南安市梅山镇，新加坡華裔商人。2006年時個人總資產值17億美元。

## 生平
李成偉大學畢業於加拿大多伦多大学，並於西安大略大学取得碩士學位。他繼承父親李光前的金融事業，擔任新加坡第三大銀行华侨银行主席，並於2001年6月帶領銀行以24億美元收購新加坡第六大銀行吉寶資本控股（Keppel Capital Holdings）。2003年不再擔任主席一職，改任非執行董事。

### 逝世
2015年8月7日，李成伟因跌倒致头部重伤而去世，终年85岁。

## 家庭
外祖父陳嘉庚，二戰前東南亞首富。父李光前，李成伟为三男。兩位兄長李成義、李成智，分別經營李氏家族其他事業如橡膠、釀酒、黃梨、船廠等。三兄弟也一同主持以家族名義運作的「李氏基金」。

## 外部連結
- 李成偉於《福布斯》雜誌的簡介 （页面存档备份，存于）